# Pronasoona aurata
Pronasoona aurata là một loài nhện trong họ Linyphiidae.
Loài này thuộc chi Pronasoona. Pronasoona aurata được Alfred Frank Millidge miêu tả năm 1995.